# Moldáv labdarúgó-szövetség
A Moldáv labdarúgó-szövetség (románul: Federația Moldovenească de Fotbal, rövidítve FMF) Moldova nemzeti labdarúgó-szövetsége. 1990-ben alapították. A szövetség szervezi a Moldáv labdarúgó-bajnokságot valamint a moldáv kupát. Működteti a Moldáv labdarúgó-válogatottat. Székhelye Chișinăuban található.